# Imperatour
A Imperatour foi uma turnê da banda de rock sueca Ghost em apoio ao seu quinto álbum de estúdio Impera. A turnê começou em 25 de janeiro de 2022 no Reno Events Center em Reno, Nevada e encerrou em Brisbane, Austrália em 7 de outubro de 2023.
A turnê contou com o vocalista Tobias Forge se apresentando sob a persona de "Papa Emeritus IV". Desde o início da banda, Forge se apresentou sob várias encarnações de personagens semelhantes a papas com o título de "Papa Emeritus". Para o lançamento do álbum Prequelle de 2018 da banda, bem como sua turnê de 2018-2020 chamada de "A Pale Tour Named Death", Forge se apresentou na persona de "Cardinal Copia", personagem que, no show final dessa turnê, foi promovido ao Papa Emeritus IV. Para Imperatour, como em turnês anteriores, ele foi apoiado por uma banda de músicos mascarados conhecidos como "Nameless Ghouls".
Imperatour englobou sete etapas: uma parte dos Estados Unidos co-liderada com a banda dinamarquesa Volbeat e apresentando Twin Temple como convidados especiais, que durou de janeiro a março de 2022; uma parte europeia com Uncle Acid & the Deadbeats e Twin Temple, de abril a junho; e uma etapa norte-americana, com Mastodon e Spiritbox, de agosto a setembro, uma segunda turnê europeia, que incluiu uma série de apresentações como atração principal e em festivais, de maio a julho de 2023; uma segunda turnê nos Estados Unidos com o Amon Amarth como convidado especial, de agosto a setembro; uma turnê sul-americana em setembro, que foi a primeira vez que eles foram atração principal no Brasil, Argentina e Chile, e uma turnê australiana em outubro.

## Histórico e visão geral

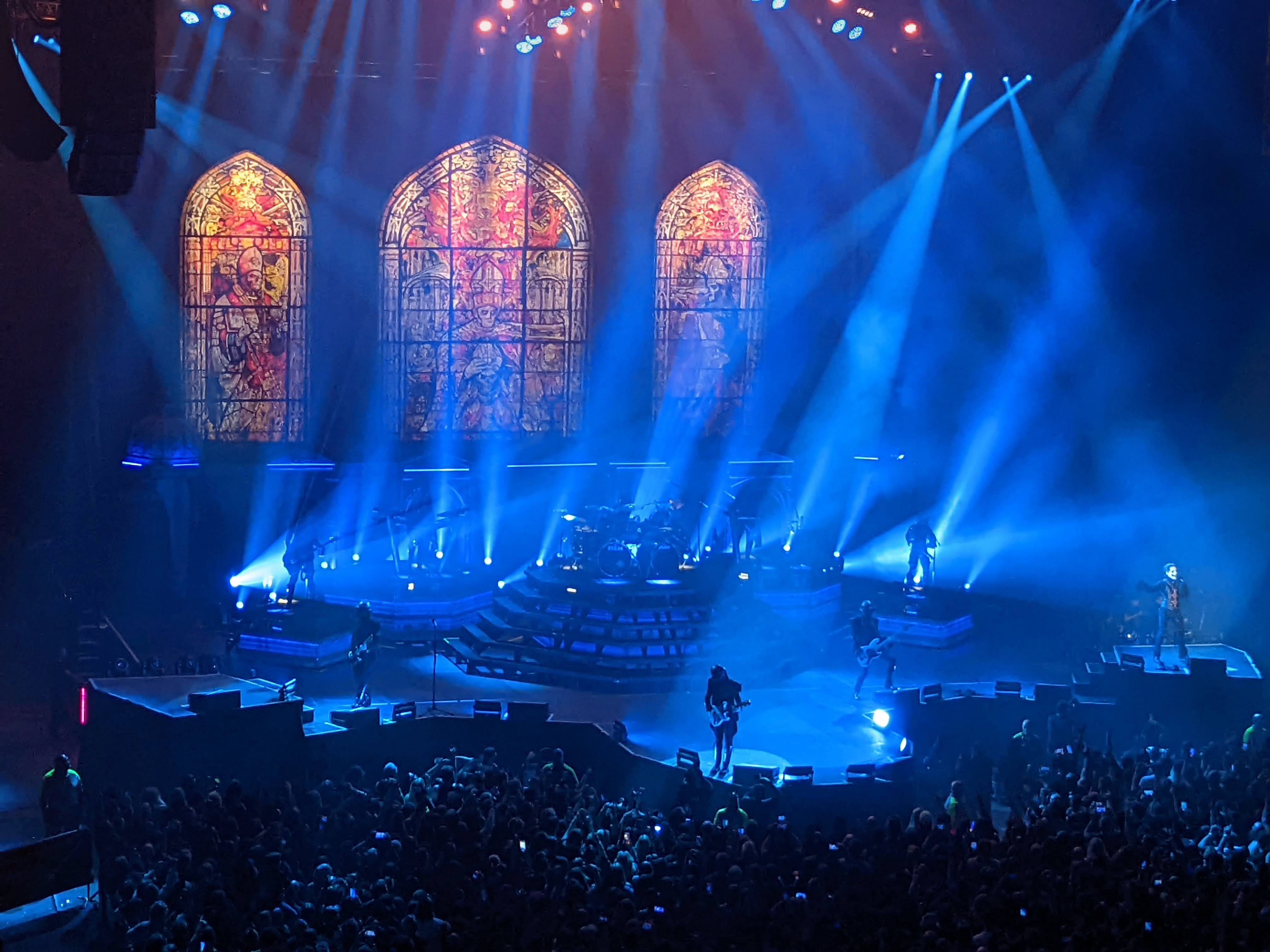
Ghost se apresentando em Tampa, Flórida, em 6 de setembro de 2022

Em 30 de dezembro de 2020, o Ghost anunciou que "várias grandes coisas" estavam sendo desenvolvidas para 2021, indicando novas apresentações ao vivo. Em setembro de 2021, uma turnê pelos Estados Unidos co-liderada com Volbeat e com convidados especiais Twin Temple foi anunciada, e se tornaria a primeira etapa do Imperatour, começando em janeiro de 2022. Durante o primeiro show, no Reno Events Center em Reno, Nevada, no dia 25 de janeiro, o Ghost apresentou "Kaisarion", a segunda música de seu álbum de 2022, Impera, pela primeira vez. Cada um dos concertos subsequentes do Imperatour apresentou "Kaisarion" como a primeira música no setlist do Ghost. O show também marcou a introdução de novos trajes inspirados no steampunk usados pelos Nameless Ghouls. A aparição planejada de Volbeat no terceiro show da turnê pelos EUA foi cancelada quando seu baterista Jon Larsen testou positivo para COVID-19. A primeira etapa da turnê foi concluída em março de 2022 em Anaheim, no Honda Center da Califórnia.
O Ghost liderou a segunda etapa da turnê, que aconteceu na Europa de 9 de abril a 18 de junho de 2022, apoiada por Uncle Acid & the Deadbeats e Twin Temple. Durante a apresentação do Ghost em 9 de abril, na AO Arena de Manchester, as músicas "Spillways" e "Call Me Little Sunshine" fizeram suas estreias ao vivo. O show de 18 de junho aconteceu em Clisson, França, como parte do festival de música Hellfest. O show de Hellfest teve a estreia ao vivo da música "Griftwood". O setlist do show foi interrompido devido a Forge perder a voz, e terminou com a música "Dance Macabre" em vez do encerramento inicialmente planejado, "Square Hammer"; depois de apresentar "Dance Macabre", Forge agradeceu ao público e declarou: "My voice is completely fucked. I cannot take one other song for you." ("Minha voz está completamente fodida. Eu não posso cantar outra música para vocês." em tradução livre ao português)
A terceira etapa da turnê, abrangendo os EUA e Canadá, apresenta Mastodon e Spiritbox como os atos de abertura; esta etapa começou em 26 de agosto e está programada para terminar em 23 de setembro. Durante a apresentação do Ghost em 26 de agosto, na Pechanga Arena de San Diego, a música "Watcher in the Sky" fez sua estreia ao vivo. No show de 2 de setembro, no Von Braun Center em Huntsville, Alabama, durante uma apresentação da música "Year Zero", um dos Nameless Ghouls (mais tarde identificado como Justin "Jutty" Taylor, também conhecido pelo apelido de "Swiss") caiu do alto de uma plataforma; após o show, Taylor twittou brincando: "I meant to do that" ("Eu queria fazer aquilo." em tradução livre ao português). Durante uma entrevista em 12 de setembro de 2022, Forge confirmou que haverá mais turnês em 2023.
Precedendo o setlist do Ghost na maioria das paradas da turnê estão as gravações da composição de Jan Johansson "Klara stjärnor" e a versão de Gregorio Allegri de Miserere mei, Deus. O setlist exato de Imperatour variou, mas consistentemente utilizou "Kaisarion" como um número de abertura e incluiu músicas de cada um dos álbuns da banda lançados até agora - Opus Eponymous, Infestissumam (apenas uma música de Infestissumam apareceu nas setlists, sendo ela "Year Zero"), Meliora, Prequelle e Impera.
O personagem de Papa Nihil, que foi " 'morto' sem cerimônia" no show final da turnê anterior da banda, A Pale Tour Named Death, em 2020, não apareceu durante nenhum dos shows da primeira etapa do Imperatour. No entanto, no show de 9 de abril em Manchester, o personagem foi levado para o palco e trazido "de volta à vida", realizando um solo de saxofone durante a música "Miasma".

## Recepção

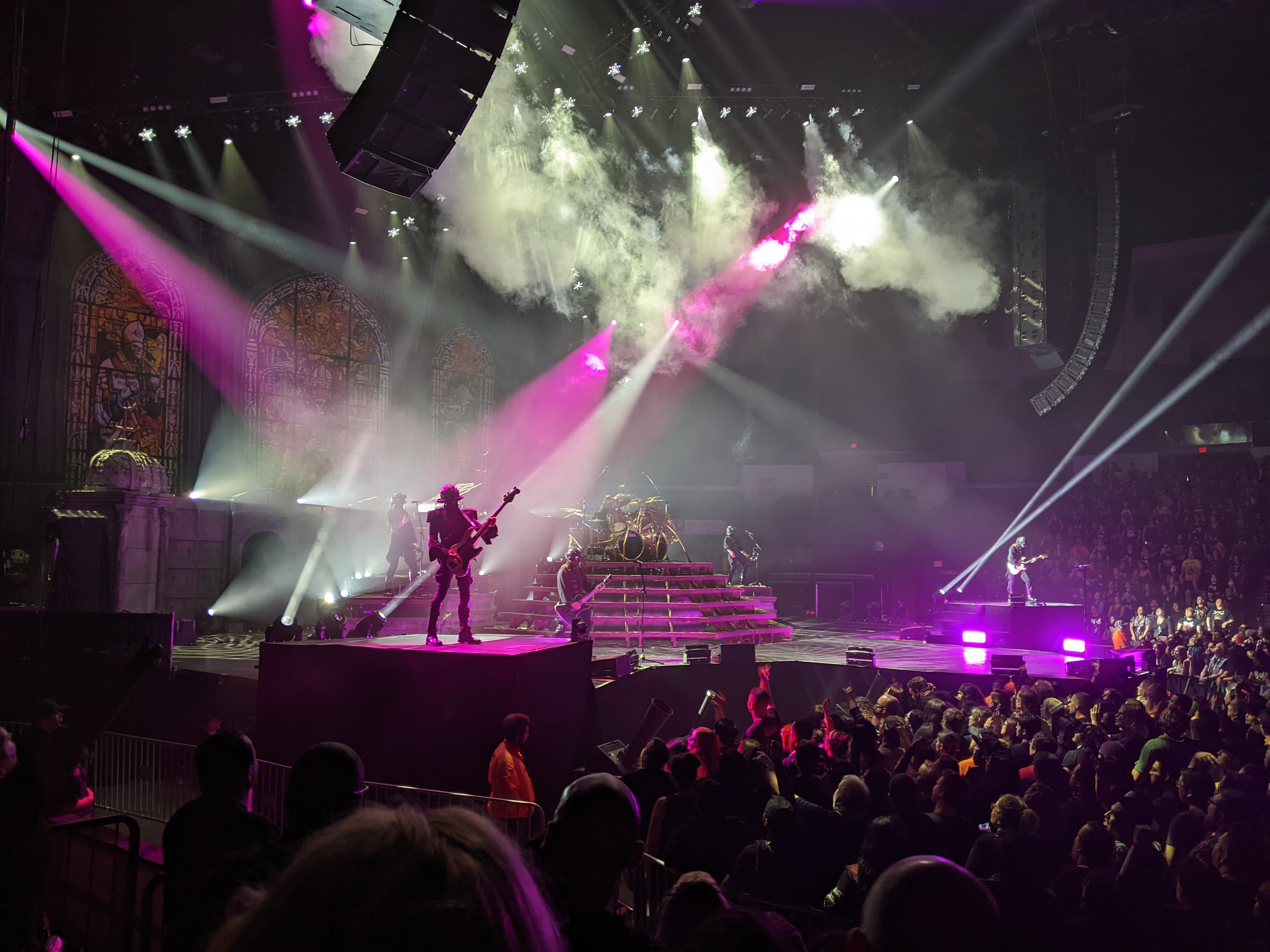
Ghost se apresentando em San Diego, Califórnia, em 26 de agosto de 2022

Escrevendo uma crítica do show de 14 de fevereiro de 2022 no Petersen Events Center de Pittsburgh, Scott Mervis do Pittsburgh Post-Gazette elogiou o som da banda como "em algum lugar na zona entre Metallica e Blue Öyster Cult" e sua flexibilidade em relação aos gêneros de suas músicas, escrevendo que eles "nunca são tímidos para mostrar influências, para ir do psych-rock inspirado nos anos 60 de 'Mary on a Cross' para som inspirado em Slayer de 'Cirice' para o pop-metal-prog de 'Hunter's Moon'", em tradução livre ao português. No entanto, ele chamou o show de "mais como um show de grandes sucessos do Ghost" do que um em apoio ao álbum Impera, concluindo: "Por melhor que tenha sido, os fãs do Ghost de Pittsburgh certamente têm um pedido para o Papa: por favor, retorne com todo o pacote Impera."
Chris Lord do The Guardian, revisando o show de 9 de abril de 2022 na AO Arena de Manchester, deu ao show uma pontuação de cinco em cinco estrelas. Ele escreveu que, traduzindo livremente ao português, pela segunda música do setlist, "Rats", a banda "já tem uma arena lotada de êxtase", e que "'  Square Hammer' inspira a cantoria mais frenética da noite". Sobre os aspectos técnicos do show e os próprios membros da banda, Lord escreveu: "Existem canhões de confete, mudanças de figurino, lança-chamas e outras formas de pirotecnia, mas a banda é autoconsciente, evitando que os procedimentos fiquem muito caricaturais. Como um dos três guitarristas aprecia um solo em 'From the Pinnacle to the Pit' um pouco demais para seu gosto, Forge os repreende brincando com um dedo abanando; isso é pantomima tanto quanto rock 'n' roll."
Merlin Alderslade do Metal Hammer, também revisando o show de Manchester, escreveu que o setlist estava "absolutamente cheia de músicas projetadas para agitar os quadris", e que "Eles podem atrair sua parcela de inimigos, mas fatos são fatos: poucas bandas modernas em metal sabem como fazer um show massivo e digno de uma arena como o Ghost."

## Filme
As gravações dos dois shows realizados no Kia Forum em Inglewood, Califórnia, em 11 e 12 de setembro de 2023, foram incluídas em um filme-concerto intitulado Ghost: Rite Here Rite Now, dirigido por Forge e Alex Ross Perry. O filme também inclui uma história narrativa baseada em uma websérie produzida pela Ghost que incorpora personagens fictícios e histórias em torno da banda. O filme foi lançado nos cinemas pela Trafalgar Releasing em 20 de junho de 2024.

## Setlist
- "Imperium" (pré-gravada)

1. "Kaisarion"
2. "Rats"
3. "From the Pinnacle to the Pit"
4. "Mary on a Cross"
5. "Devil Church"
6. "Cirice"
7. "Hunter's Moon"
8. "Faith"
9. "Helvetesfönster" (encurtada)
10. "Year Zero"
11. "Ritual"
12. "Mummy Dust"
13. "Kiss the Go-Goat"

Encore
1. "Enter Sandman" (cover de Metallica)
2. "Dance Macabre"
3. "Square Hammer"

- "Sorrow in the Wind" (canção de Emmylou Harris) (pré-gravada)

- "Klara stjärnor" (composição de Jan Johansson) (pré-gravada)
- Miserere mei, Deus (Gregorio Allegri) (pré-gravada)[28]
- "Imperium" (pré-gravada)

1. "Kaisarion"
2. "Rats"
3. "From the Pinnacle to the Pit"
4. "Spillways"
5. "Devil Church"
6. "Call Me Little Sunshine"
7. "Miasma"
8. "Cirice"
9. "Hunter's Moon"
10. "Faith"
11. "Helvetesfönster"
12. "Year Zero"
13. "He Is"
14. "Ritual"
15. "Mummy Dust"
16. "Kiss the Go-Goat"

Encore
1. "Enter Sandman" (cover de Metallica)
2. "Dance Macabre"
3. "Square Hammer"

- "Sorrow in the Wind" (canção de Emmylou Harris ) (pré-gravada)[28]

- "Klara stjärnor" (composição de Jan Johansson) (pré-gravada)
- Miserere mei, Deus (Gregorio Allegri) (pré-gravada)
- "Imperium" (pré-gravada)

1. "Kaisarion"
2. "Rats"
3. "Faith"
4. "Spillways"
5. "Devil Church"
6. "Cirice"
7. "Hunter's Moon"
8. "Ritual"
9. "Call Me Little Sunshine"
10. "Con Clavi Con Dio"
11. "Prime Mover"
12. "Watcher in the Sky"
13. "Year Zero"
14. "He Is"
15. "Miasma"
16. "Mary on a Cross"
17. "Mummy Dust"

Encore
1. "Dance Macabre"
2. "Square Hammer"

- "Sorrow in the Wind" (canção de Emmylou Harris ) (pré-gravada)

- "Klara stjärnor" (composição de Jan Johansson) (pré-gravada)
- Miserere mei, Deus (Gregorio Allegri) (pré-gravada)
- "Imperium" (taped)

1. "Kaisarion"
2. "Rats"
3. "Faith"
4. "Spillways"
5. "Cirice"
6. "Hunter's Moon"
7. "Jesus He Knows Me" (cover de Genesis)
8. "Ritual"
9. "Call Me Little Sunshine"
10. "Con Clavi Con Dio"
11. "Watcher in the Sky"
12. "Year Zero"
13. "He Is"
14. "Miasma"
15. "Mary on a Cross"
16. "Mummy Dust"
17. "Respite on the Spitalfields"

Encore
1. "Kiss the Go-Goat"
2. "Dance Macabre"
3. "Square Hammer"

- "Sorrow in the Wind" (canção de Emmylou Harris) (pré-gravada)

- "Klara stjärnor" (composição de Jan Johansson) (pré-gravada)
- Miserere mei, Deus (Gregorio Allegri) (pré-gravada)
- "Imperium" (pré-gravada)

1. "Kaisarion"
2. "Rats"
3. "From the Pinnacle to the Pit"
4. "Spillways"
5. "Cirice"
6. "Absolution"
7. "Ritual"
8. "Call Me Little Sunshine"
9. "Con Clavi Con Dio"
10. "Watcher in the Sky"
11. "Year Zero"
12. "He Is"
13. "Miasma"
14. "Mary on a Cross"
15. "Mummy Dust"
16. "Respite on the Spitalfields"

Encore
1. "Kiss the Go-Goat"
2. "Dance Macabre"
3. "Square Hammer"

- "Sorrow in the Wind" (canção de Emmylou Harris) (pré-gravada)

## Datas da turnê
| Data                    | Cidade           | País             | Local                                  | Ato(s) de Apoio                        |
| América do Norte        | América do Norte | América do Norte | América do Norte                       | América do Norte                       |
| ----------------------- | ---------------- | ---------------- | -------------------------------------- | -------------------------------------- |
| 25 de janeiro de 2022   | Reno             | Estados Unidos   | Reno Events Center                     | Volbeat Twin Temple                    |
| 27 de janeiro de 2022   | Seattle          | Estados Unidos   | Climate Pledge Arena                   | Volbeat Twin Temple                    |
| 28 de janeiro de 2022   | Nampa            | Estados Unidos   | Ford Idaho Center                      | Twin Temple                            |
| 29 de janeiro de 2022   | Portland         | Estados Unidos   | Veterans Memorial Coliseum             | Volbeat Twin Temple                    |
| 31 de janeiro de 2022   | West Valley City | Estados Unidos   | Maverik Center                         | Volbeat Twin Temple                    |
| 2 de fevereiro de 2022  | Denver           | Estados Unidos   | Ball Arena                             | Volbeat Twin Temple                    |
| 4 de fevereiro de 2022  | Lincoln          | Estados Unidos   | Pinnacle Bank Arena                    | Volbeat Twin Temple                    |
| 5 de fevereiro de 2022  | Minneapolis      | Estados Unidos   | Target Center                          | Volbeat Twin Temple                    |
| 7 de fevereiro de 2022  | Columbus         | Estados Unidos   | Nationwide Arena                       | Volbeat Twin Temple                    |
| 8 de fevereiro de 2022  | Hershey          | Estados Unidos   | Giant Center                           | Volbeat Twin Temple                    |
| 10 de fevereiro de 2022 | Newark           | Estados Unidos   | Prudential Center                      | Volbeat Twin Temple                    |
| 11 de fevereiro de 2022 | Worcester        | Estados Unidos   | DCU Center                             | Volbeat Twin Temple                    |
| 12 de fevereiro de 2022 | Camden           | Estados Unidos   | Waterfront Music Pavilion              | Volbeat Twin Temple                    |
| 14 de fevereiro de 2022 | Pittsburgh       | Estados Unidos   | Petersen Events Center                 | Volbeat Twin Temple                    |
| 15 de fevereiro de 2022 | Toledo           | Estados Unidos   | Huntington Center                      | Volbeat Twin Temple                    |
| 16 de fevereiro de 2022 | Grand Rapids     | Estados Unidos   | Van Andel Arena                        | Volbeat Twin Temple                    |
| 18 de fevereiro de 2022 | Rosemont         | Estados Unidos   | Allstate Arena                         | Volbeat Twin Temple                    |
| 19 de fevereiro de 2022 | Cincinnati       | Estados Unidos   | Heritage Bank Center                   | Volbeat Twin Temple                    |
| 20 de fevereiro de 2022 | Milwaukee        | Estados Unidos   | Fiserv Forum                           | Volbeat Twin Temple                    |
| 21 de fevereiro de 2022 | St. Louis        | Estados Unidos   | Chaifetz Arena                         | Volbeat Twin Temple                    |
| 23 de fevereiro de 2022 | Independence     | Estados Unidos   | Cable Dahmer Arena                     | Volbeat Twin Temple                    |
| 25 de fevereiro de 2022 | Sugar Land       | Estados Unidos   | Smart Financial Centre                 | Volbeat Twin Temple                    |
| 26 de fevereiro de 2022 | Dallas           | Estados Unidos   | Fair Park Coliseum                     | Volbeat Twin Temple                    |
| 28 de fevereiro de 2022 | El Paso          | Estados Unidos   | Don Haskins Center                     | Volbeat Twin Temple                    |
| 1 de março de 2022      | Phoenix          | Estados Unidos   | Footprint Center                       | Volbeat Twin Temple                    |
| 3 de março de 2022      | Anaheim          | Estados Unidos   | Honda Center                           | Volbeat Twin Temple                    |
| Europa                  |                  |                  |                                        |                                        |
| 9 de abril de 2022      | Manchester       | Inglaterra       | AO Arena                               | Uncle Acid & the Deadbeats Twin Temple |
| 11 de abril de 2022     | London           | Inglaterra       | O2 Arena                               | Uncle Acid & the Deadbeats Twin Temple |
| 13 de abril de 2022     | Glasgow          | Escócia          | OVO Hydro                              | Uncle Acid & the Deadbeats Twin Temple |
| 15 de abril de 2022     | Birmingham       | Inglaterra       | Resorts World Arena                    | Uncle Acid & the Deadbeats Twin Temple |
| 17 de abril de 2022     | Rotterdam        | Países Baixos    | RTM Stage                              | Uncle Acid & the Deadbeats Twin Temple |
| 18 de abril de 2022     | Paris            | França           | Accor Arena                            | Uncle Acid & the Deadbeats Twin Temple |
| 19 de abril de 2022     | Cologne          | Alemanha         | Lanxess Arena                          | Uncle Acid & the Deadbeats Twin Temple |
| 21 de abril de 2022     | Leipzig          | Alemanha         | Arena Leipzig                          | Uncle Acid & the Deadbeats Twin Temple |
| 22 de abril de 2022     | Frankfurt        | Alemanha         | Festhalle Frankfurt                    | Uncle Acid & the Deadbeats Twin Temple |
| 24 de abril de 2022     | Prague           | Chéquia          | O2 Arena                               | Uncle Acid & the Deadbeats Twin Temple |
| 27 de abril de 2022     | Tampere          | Finlândia        | Tampere Deck Arena                     | Uncle Acid & the Deadbeats Twin Temple |
| 29 de abril de 2022     | Stockholm        | Suécia           | Avicii Arena                           | Uncle Acid & the Deadbeats Twin Temple |
| 30 de abril de 2022     | Oslo             | Noruega          | Oslo Spektrum                          | Uncle Acid & the Deadbeats Twin Temple |
| 1 de maio de 2022       | Malmö            | Suécia           | Malmö Arena                            | Uncle Acid & the Deadbeats Twin Temple |
| 3 de maio de 2022       | Brussels         | Bélgica          | Forest National                        | Uncle Acid & the Deadbeats Twin Temple |
| 5 de maio de 2022       | Milan            | Itália           | Mediolanum Forum                       | Uncle Acid & the Deadbeats Twin Temple |
| 7 de maio de 2022       | Badalona         | Espanha          | Palau Municipal d'Esports de Badalona  | Uncle Acid & the Deadbeats Twin Temple |
| 8 de maio de 2022       | Madrid           | Espanha          | Palacio Vistalegre                     | Uncle Acid & the Deadbeats Twin Temple |
| 11 de maio de 2022      | Vienna           | Áustria          | Wiener Stadthalle                      | Uncle Acid & the Deadbeats Twin Temple |
| 13 de maio de 2022      | Zurich           | Suiça            | Hallenstadion                          | Uncle Acid & the Deadbeats Twin Temple |
| 15 de maio de 2022      | Hanover          | Alemanha         | ZAG-Arena                              | Uncle Acid & the Deadbeats Twin Temple |
| 16 de maio de 2022      | Munich           | Alemanha         | Olympiahalle                           | Uncle Acid & the Deadbeats Twin Temple |
| 18 de maio de 2022      | Budapest         | Hungria          | László Papp Budapest Sports Arena      | Uncle Acid & the Deadbeats Twin Temple |
| 18 de junho de 2022     | Clisson          | França           | Val de Moine                           | —                                      |
| América do Norte        |                  |                  |                                        |                                        |
| 26 de agosto de 2022    | San Diego        | Estados Unidos   | Pechanga Arena                         | Mastodon Spiritbox                     |
| 27 de agosto de 2022    | Tucson           | Estados Unidos   | Tucson Arena                           | Mastodon Spiritbox                     |
| 30 de agosto de 2022    | Austin           | Estados Unidos   | Moody Center                           | Mastodon Spiritbox                     |
| 31 de agosto de 2022    | Corpus Christi   | Estados Unidos   | American Bank Center                   | Mastodon Spiritbox                     |
| 2 de setembro de 2022   | Huntsville       | Estados Unidos   | Von Braun Center                       | Mastodon Spiritbox                     |
| 3 de setembro de 2022   | Duluth           | Estados Unidos   | Gas South Arena                        | Mastodon Spiritbox                     |
| 4 de setembro de 2022   | Asheville        | Estados Unidos   | Harrah's Cherokee Center               | Mastodon Spiritbox                     |
| 6 de setembro de 2022   | Tampa            | Estados Unidos   | Yuengling Center                       | Mastodon Spiritbox                     |
| 8 de setembro de 2022   | Danville         | Estados Unidos   | Virginia International Raceway         | —                                      |
| 9 de setembro de 2022   | Trenton          | Estados Unidos   | CURE Insurance Arena                   | Mastodon Spiritbox                     |
| 10 de setembro de 2022  | Elmont           | Estados Unidos   | UBS Arena                              | Mastodon Spiritbox                     |
| 12 de setembro de 2022  | Providence       | Estados Unidos   | Amica Mutual Pavilion                  | Mastodon Spiritbox                     |
| 13 de setembro de 2022  | Bangor           | Estados Unidos   | Cross Insurance Center                 | Mastodon Spiritbox                     |
| 15 de setembro de 2022  | Quebec City      | Canada           | Videotron Centre                       | Mastodon Spiritbox                     |
| 16 de setembro de 2022  | Laval            | Canada           | Place Bell                             | Mastodon Spiritbox                     |
| 17 de setembro de 2022  | Toronto          | Canada           | Coca-Cola Coliseum                     | Mastodon Spiritbox                     |
| 19 de setembro de 2022  | Saginaw          | Estados Unidos   | Dow Event Center                       | Mastodon Spiritbox                     |
| 20 de setembro de 2022  | Youngstown       | Estados Unidos   | Covelli Centre                         | Mastodon Spiritbox                     |
| 21 de setembro de 2022  | Peoria           | Estados Unidos   | Peoria Civic Center                    | Mastodon Spiritbox                     |
| 23 de setembro de 2022  | Green Bay        | Estados Unidos   | Resch Center                           | Mastodon Spiritbox                     |
| Europa                  |                  |                  |                                        |                                        |
| 21 de maio de 2023      | Rouen            | França           | Zénith de la Métropole Rouen Normandie | Spiritbox                              |
| 22 de maio de 2023      | Lyon             | França           | Halle Tony Garnier                     | Spiritbox                              |
| 23 de maio de 2023      | Toulouse         | França           | Zenith                                 | Spiritbox Lucifer                      |
| 25 de maio de 2023      | Rennes           | França           | Le Liberté                             | Spiritbox Lucifer                      |
| 26 de maio de 2023      | Lille            | França           | Zénith de Lille                        | Spiritbox Lucifer                      |
| 28 de maio de 2023      | Strasbourg       | França           | Zénith de Strasbourg                   | Spiritbox Lucifer                      |
| 29 de maio de 2023      | Milão            | Itália           | Ippodromo di San Siro                  | Death SS Lucifer                       |
| 30 de maio de 2023      | Nice             | França           | Palais Nikaia                          | Spiritbox Lucifer                      |
| 1 de junho de 2023      | Arganda del Rey  | Espanha          | Parc del Fòrum                         | —                                      |
| 3 de junho de 2023      | Nantes           | França           | Zénith Nantes Métropole                | Lucifer                                |
| 4 de junho de 2023      | Amsterdam        | Países Baixos    | AFAS Live                              | Halestorm                              |
| 6 de junho de 2023      | Berlim           | Alemanha         | Velodrom                               | Halestorm                              |
| 8 de junho de 2023      | Gdansk           | Polônia          | Porto de Gdansk                        | -                                      |
| 10 de junho de 2023     | Sölvesborg       | Suécia           | Norje Havsbad                          | -                                      |
| 11 de junho de 2023     | Leicestershire   | Inglaterra       | Donington Park                         | -                                      |
| 12 de junho de 2023     | Esch-sur-Alzette | Luxemburgo       | Rockhal                                | Halestorm Lucifer                      |
| 13 de junho de 2023     | Bochum           | Alemanha         | RuhrCongress                           | Halestorm                              |
| 15 de junho de 2023     | Antuérpia        | Bélgica          | Dessel                                 | —                                      |
| 19 de junho de 2023     | Hamburgo         | Alemanha         | Arena Barclays                         | The Hellacopters                       |
| 20 de junho de 2023     | Neu-Ulm          | Alemanha         | Arena Ratiopharm                       | The Hellacopters                       |
| 22 de junho de 2023     | Spálené Poříčí   | República Checa  | Festivalový areál                      | -                                      |
| 23 de junho de 2023     | Oslo             | Noruega          | Ekebergsletta                          | -                                      |
| 25 de junho de 2023     | Atenas           | Grécia           | Complexo Olimpico de Atenas            | -                                      |
| 28 de junho de 2023     | Viveiro          | Espanha          | Campo de Fútbol Celeiro                | -                                      |
| 1 de julho de 2023      | Seinäjoki        | Finlândia        | Törnvänsaari                           | -                                      |
| 2 de julho de 2023      | Helsinque        | Finlândia        | Suvilahti                              | -                                      |
| América do Norte        |                  |                  |                                        |                                        |
| 2 de agosto de 2023     | Concord          | Estados Unidos   | Concord Pavilion                       | Amon Amarth                            |
| 4 de agosto de 2023     | Auburn           | Estados Unidos   | White River Amphitheatre               | Amon Amarth                            |
| 5 de agosto de 2023     | Airway Heights   | Estados Unidos   | BECU Live                              | Amon Amarth                            |
| 7 de agosto de 2023     | West Valley City | Estados Unidos   | Usana Amphitheatre                     | Amon Amarth                            |
| 8 de agosto de 2023     | Denver           | Estados Unidos   | Fiddler's Green Amphitheatre           | Amon Amarth                            |
| 11 de agosto de 2023    | St. Louis        | Estados Unidos   | Hollywood Casino Amphitheatre          | Amon Amarth                            |
| 12 de agosto de 2023    | Milwaukee        | Estados Unidos   | American Family Insurance Amphitheatre | Amon Amarth                            |
| 14 de agosto de 2023    | Clarkston        | Estados Unidos   | Pine Knob Music Theatre                | Amon Amarth                            |
| 15 de agosto de 2023    | Chicago          | Estados Unidos   | Huntington Bank Pavilion               | Amon Amarth                            |
| 16 de agosto de 2023    | Cincinatti       | Estados Unidos   | PNC Pavilion                           | Amon Amarth                            |
| 18 de agosto de 2023    | Syracuse         | Estados Unidos   | St. Joseph's Health Amphitheater       | Amon Amarth                            |
| 19 de agosto de 2023    | Mansfield        | Estados Unidos   | Xfinity Center                         | Amon Amarth                            |
| 20 de agosto de 2023    | Bridgeport       | Estados Unidos   | Hartford Healthcare Amphitheater       | Amon Amarth                            |
| 22 de agosto de 2023    | Indianapolis     | Estados Unidos   | TCU Amphitheater                       | Amon Amarth                            |
| 23 de agosto de 2023    | Burgettstown     | Estados Unidos   | The Pavilion at Star Lake              | Amon Amarth                            |
| 24 de agosto de 2023    | Bristow          | Estados Unidos   | Jiffy Lube Live                        | Amon Amarth                            |
| 25 de agosto de 2023    | Simpsonville     | Estados Unidos   | CCNB Amphitheater                      | Amon Amarth                            |
| 30 de agosto de 2023    | Jacksonville     | Estados Unidos   | Daily's Place                          | Amon Amarth                            |
| 31 de agosto de 2023    | Tampa            | Estados Unidos   | MidFlorida Credit Union Amphitheatre   | Amon Amarth                            |
| 2 de setembro de 2023   | The Woodlands    | Estados Unidos   | Cynthia Woods Mitchell Pavilion        | Amon Amarth                            |
| 3 de setembro de 2023   | Austin           | Estados Unidos   | Germania Insurance Amphitheater        | Amon Amarth                            |
| 5 de setembro de 2023   | Irving           | Estados Unidos   | The Pavilion at Toyota Music Factory   | Amon Amarth                            |
| 7 de setembro de 2023   | Albuquerque      | Estados Unidos   | Isleta Amphitheater                    | Amon Amarth                            |
| 8 de setembro de 2023   | Phoenix          | Estados Unidos   | Talking Stick Resort Amphitheatre      | Amon Amarth                            |
| 11 de setembro de 2023  | Inglewood        | Estados Unidos   | Kia Forum                              | -                                      |
| 12 de setembro de 2023  | Inglewood        | Estados Unidos   | Kia Forum                              | -                                      |
| América do Sul          |                  |                  |                                        |                                        |
| 20 de setembro de 2023  | São Paulo        | Brasil           | Espaço Unimed                          | Crypta                                 |
| 21 de setembro de 2023  | São Paulo        | Brasil           | Espaço Unimed                          | Crypta                                 |
| 24 de setembro de 2023  | Buenos Aires     | Argentina        | Luna Park                              | -                                      |
| 27 de setembro de 2023  | Santiago         | Chile            | Movistar Arena                         | Pentagram Chile                        |
| Austrália               |                  |                  |                                        |                                        |
| 3 de outubro de 2023    | Sydney           | Austrália        | Qudos Bank Arena                       | Southeast Desert Metal                 |
| 4 de outubro de 2023    | Melbourne        | Austrália        | John Cain Arena                        | Southeast Desert Metal                 |
| 7 de outubro de 2023    | Brisbane         | Austrália        | Brisbane Entertainment Centre          | Southeast Desert Metal                 |